# 54e division (armée impériale japonaise)
La 54e division (第54師団, Dai-go-jū-yon shidan) est une unité d'infanterie de l'armée impériale japonaise basée à Himeji puis en Birmanie durant la Seconde Guerre mondiale. Son nom de code est Division Soldat (兵兵団, Hei-heidan). Elle est créée le 10 juillet 1940 en même temps que les 51e, 52e, 55e, 56e, et 57e divisions. Elle recrute dans les préfectures de Hyōgo, d'Okayama, et de Tottori et est initialement affectée à l'armée du district central.
En février 1943, la division est affectée à la 16e armée. Son corps principal part en navire de Moji-ku à bord du Miike Maru, avec la 30e brigade mixte indépendante, arrive à Shanghai le 23 avril 1943, puis repart le 19 juillet 1943 pour Saïgon où il arrive le 30 juillet 1943,. Le 54e régiment d'infanterie et la compagnie de signaux suivent le 12 mai 1943 depuis le terminal Ujina de Hiroshima, à bord des navires Takoma Maru et Nagato Maru, et arrivent directement à Singapour le 9 juin 1943,. La 54e division est réaffectée à la 28e armée en janvier 1944 et est envoyée en Birmanie.
La 54e division reste dans la région d'Arakan durant la bataille d'Admin Box en février 1944. En décembre 1944, elle subit de lourdes pertes à la bataille de Meiktila et de Mandalay puis à la bataille de la colline 170 en janvier 1945 et se replie entièrement vers l'Irrawaddy en avril 1944. Durant la bataille du coude de la Sittang en juillet-août 1945, elle perd plus de la moitié de ses hommes en raison des tirs ennemis, des raids aériens, du choléra et de la dysenterie. La 54e division est sur la rive est de la Sittang au moment de la reddition du Japon le 15 août 1945.